# Kloster Melchtal

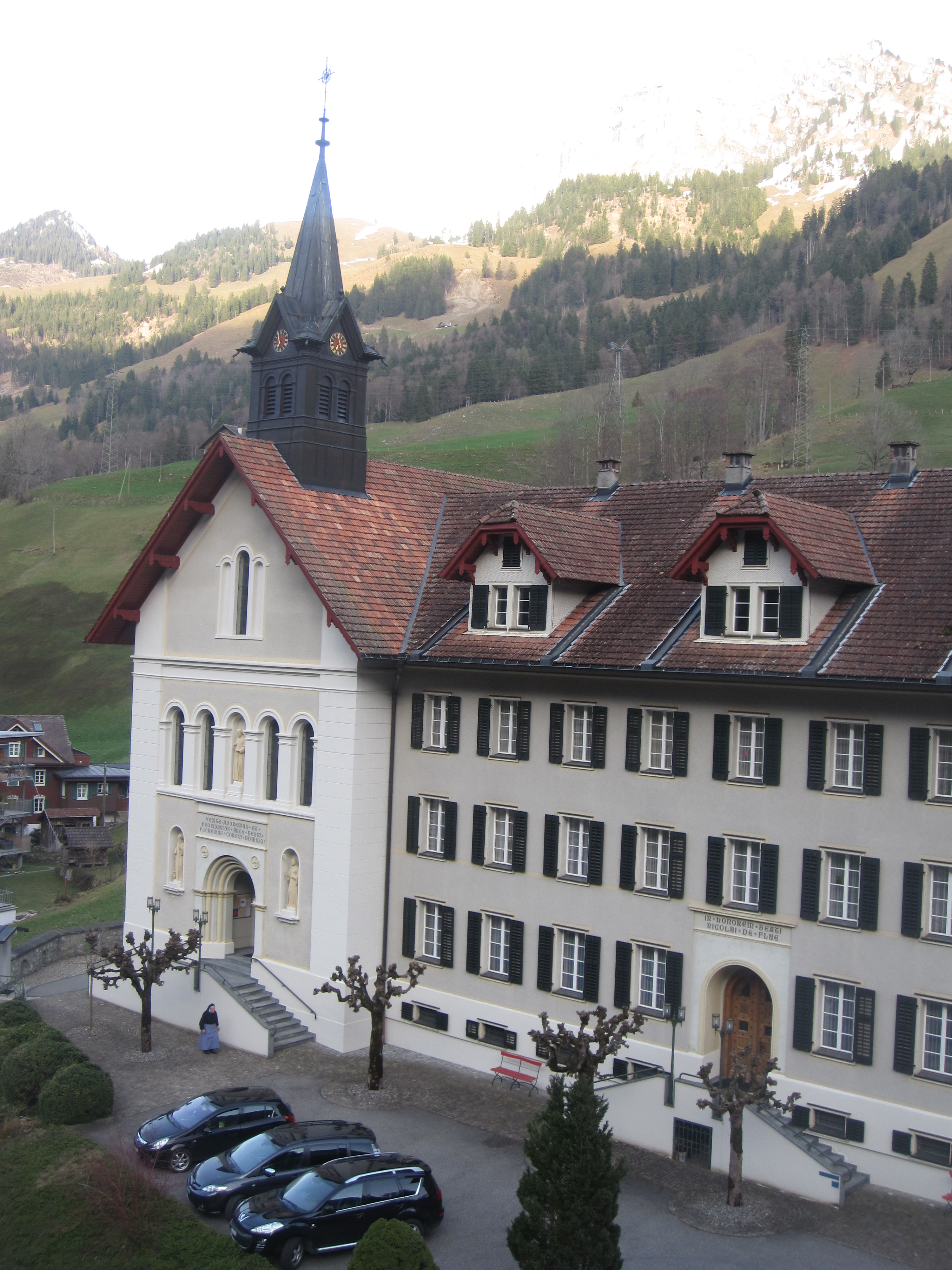
Benediktinerinnenkloster Melchtal

Das Kloster Melchtal (eigentlich: Benediktinerinnenkloster St. Niklaus von Flüe) ist ein ehemaliges Benediktinerinnenkloster im Ort Melchtal in der Gemeinde Kerns im Kanton Obwalden der Schweiz. Das Kloster bestand von 1866 bis 2019 und gehörte der Schweizerischen Benediktinerinnenföderation an.

## Geschichte
Die Ursprünge des Klosters gehen auf eine Genossenschaft religiös gesinnter Mägde zurück, die 1860 vom Luzerner Weltpriester Balthasar Estermann auf dem Bramberg in Luzern gegründet worden war. 1866 erwarb Estermann im Melchtal ein Haus, um dort zusammen mit drei Frauen ein Kloster der Ewigen Anbetung zu gründen. Estermann starb bereits 1868. Danach übernahm Pater Berchtold Fluri vom Kloster Engelberg die Betreuung der Frauen und gab ihnen die Benediktsregel. Von 1868 bis 1998 führte das Kloster ein Mädcheninternat, 1869 weihten die Schwestern ihre Heiliggeistkirche ein.
Von verschiedenen Aussenstationen des Klosters besteht heute nur noch das Benediktinum Scharnitz in Tirol. 1889 gründeten Melchtaler Schwestern ein Filialkloster in Rapid City (USA), das sich jedoch um 1900 selbständig machte.
Im März 2019 zogen die zuletzt elf Melchtaler Benediktinerinnen aus dem Kloster aus und in das umgebaute Frauenkloster St. Andreas in Sarnen ein. Sie leben dort zusammen mit Schwestern aus dem ebenfalls aufgegebenen Kloster Marienburg in Wikon und den bisher in Sarnen lebenden Benediktinerinnen in dem neuen benediktinischen Zentrum Ora et Labora.

## Gebäude
Die jetzige Klosteranlage wurde im neuromanischen Stil zwischen 1892 und 1896 (anstelle der ersten Bauten von 1876) nach Plänen des Schwyzer Architekten Clemens Steiner errichtet. Der Chor der Kirche erfuhr 1989 bis 1990 eine Neugestaltung durch den Künstler Alois Spichtig aus Sachseln. Die Mittel für die umfangreichen Baumassnahmen wurden unter anderem von reisenden Schwestern im In- und Umland gesammelt.
Die Klostergebäude gehören zu den geschützten Kulturgütern von Kerns. Sie wurden zusammen mit dem benediktinischen Frauenkloster Marienburg in Wikon Ende 2019 von dem Luzerner Bauunternehmer Bruno Amberg bzw. dessen Firma Transterra Immobilien AG gekauft. Die 9800 Quadratmeter grosse Klosteranlage soll einer neuen Nutzung zugeführt werden, wobei der Denkmalschutz den Plänen enge Grenzen setzt.

## Institut Melchtal
Von Anfang an legten die Schwestern einen Schwerpunkt auf die Ausbildung von Mädchen. So unterrichteten sie an der Dorfschule in Melchtal. Von 1897 bis 1926 führten sie ein eigenes Lehrerinnenseminar sowie bis 1970 einen Deutschkurs für fremdsprachige Mädchen. 1901 wurde ein eigenes Institutsgebäude erstellt, 1957 folgten weitere Gebäude. 1929 gründeten die Benediktinerinnen das Mädcheninstitut Institut Melchtal mit Internat, an dem sie bis 1998 unterrichteten. Von 1998 bis 2002 versuchte die Neue Internatsschule Melchtal AG, die Schule für Mädchen und Knaben weiterzubetreiben. Danach wurde aus dem Institut ein Gästehaus mit 90 Betten für Gruppen, Familien und Einzelgäste. Dieses wurde am 1. Mai 2014 geschlossen.
Im Juni 2014 wurden Internat, Schulgebäude und Sportanlagen an die Stiftung Juvenat der Franziskaner verkauft. Nach einer Renovierung zog im August 2017 das Schul- und Therapieheim der Stiftung ein. Dieses befand sich zuvor seit 1999 im Juvenat der Franziskaner im benachbarten Flüeli-Ranft und bot ein Jugendhilfeangebot für männliche Jugendliche zwischen 12 und 20 Jahren an. Das Angebot wurde im Sommer 2022 beendet, seitdem werden die Räume als Unterkünfte für Ferien und Lager angeboten.